# Rotbauch-Streifenbeutelmaus

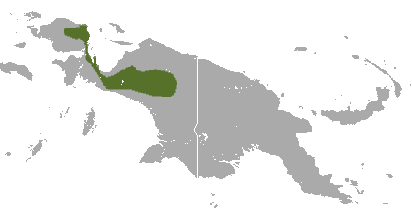
Verbreitungsgebiet der Rotbauch-Streifenbeutelmaus

Die Rotbauch-Streifenbeutelmaus (Phascolosorex doriae) ist ein Raubbeutler aus der Gattung der Streifenbeutelmäuse (Phascolosorex). Sie kommt in den Bergen des westlichen Neuguinea vor. Das Verbreitungsgebiet verläuft in den indonesischen Provinzen Papua Barat und Papua vom Arfakgebirge auf der Halbinsel Vogelkop bis zum Maokegebirge.
Der Artzusatz im wissenschaftlichen Namen ehrt den italienischen Zoologen Giacomo Doria.

## Merkmale
Männchen der Rotbauch-Streifenbeutelmaus haben eine Kopf-Rumpf-Länge von 15,5 bis 22,5 cm, einen 15,5 bis 19 cm langen Schwanz. Weibchen bleiben mit Kopf-Rumpf-Längen von 15 bis 19,5 bis 13,5 cm und Schwanzlängen von 15 bis 17 cm etwas kleiner. Angaben zum Gewicht liegen nicht vor. Die Rotbauch-Streifenbeutelmaus ist damit deutlich größer als ihre Schwesterart, die Schmalstreifen-Streifenbeutelmaus (Phascolosorex dorsalis). Charakteristisch und namensgebend für die Gattung ist ein dunkler Rückenstreifen, durch den sich die Tiere von allen anderen Beutelmäusen aus Neuguinea unterscheiden lassen. Der Streifen ist deutlich breiter als bei der Schmalstreifen-Streifenbeutelmaus (Phascolosorex doriae). Ihre Paukenblase ist etwas kleiner als bei ihrer Verwandten. Der Bauch der Tiere ist rötlich.

## Lebensweise
Die Rotbauch-Streifenbeutelmaus lebt in neuguineischen Gebirgen in Bergregenwäldern in Höhen von 900 bis 2000 Metern. Sie ist wahrscheinlich tagaktiv und primär bodenbewohnend. Genaueres über die Ernährung und die Vermehrung ist nicht bekannt.
Die Rotbauch-Streifenbeutelmaus wird von der IUCN als nicht gefährdet (least concern) gelistet, da sie weit verbreitet ist. Sie wird von Menschen und verwilderten Haushunden gejagt. Ihr Lebensraum ist von Abholzungen und den sich ausweitenden Agrarflächen der Menschen betroffen.